# Горы (Горецкий район)
Го́ры (бел. Горы) — агрогородок в составе Горецкого района Могилёвской области Белоруссии. Административный центр Горского сельсовета.

## Географическое положение
Стоит на реке Быстрая, на которой здесь образовано небольшое водохранилище.

## История
Местечко Горы известно с 15-го столетия, как имение князей Друцких-Горских в составе Оршанского уезда Великого Княжества Литовского.
В 1619 году Горы получили Магдебургское право.
С 1772 года — в составе Российской империи, а с 1785 года — местечко Чаусского уезда, владение князей Салогубов.
В 1811 году в Горах начала работу полотняная фабрика, которая была самой крупной крепостной фабрикой на Беларуси.
В 1812 году местечко и имение было разграблено наполеоновскими войсками.
В 1860 году Горы насчитывали 140 деревень, 1199 жителей, работало народное училище.
В 1930 году в Горах образован колхоз «Чырвоны сцяг». Работало 2 мельницы — водяная и нефтяная, маслозавод и льнозавод.
В июле 1941 года Горы оккупированы немецко-фашистскими захватчикам. Евреев местечка нацисты согнали в гетто и вскоре убили. В сентябре 1943 года каратели сожгли 180 домов, уничтожили 93 жителя.
В 1944 году восстановлен колхоз.
С 1950 года деревня Горы — центр укрупненного колхоза «Чырвоны сцяг», с 1954 года — колхоз им. Хрущева, с 1957 года — колхоз им. Свердлова.
В настоящее время агрогородок Горы — центр СЗАО «Горы».

## Население
- 1999 год — 701 человек
- 2010 год — 640 человек